# Catostylus mosaicus
Catostylus mosaicus — вид сцифоїдних медуз родини Catostylidae.

## Поширення
Вид поширений в Індійському та на заході Тихого океанів.

## Опис
Купол діаметром 30–45 см. Забарвлення тіла мінливе, від кремово-білого до коричневого або синього кольорів. Забарвлення залежить від пігменту, який виробляє сама медуза, а не симбіотична водорость, як у деяких інших медуз. На нижній стороні відсутній рот, замість нього на кожному щупальці є невеликі отвори, через які проходить їжа в шлунок. На щупальцях є також жалкі клітини, які можуть захоплювати крихітних ракоподібних та інший планктон. Медуза жалить боляче, але в цілому не становить серйозного ризику для людини.